# Gret Schib Torra
Gret Schib Torra –o Gret Schib, de nom de naixement– (Schaffhausen, Suïssa, 1940) és una catalanòfila, professora de llengües romàniques i traductora suïssa.
Estudià a la Universitat de Basilea, on presentà el 1968 una tesi doctoral sobre la traducció francesa medieval del Llibre de meravelles, de Ramon Llull, i on feu classes de català als anys setanta.
Ha editat diversos textos de Ramon Llull: Doctrina pueril, Arbre de filosofia d'amor. Continuà l'edició i publicació dels Sermons de sant Vicent Ferrer, que havia quedat interrompuda per la Guerra Civil Espanyola. És autora d'un vocabulari de sant Vicent Ferrer, amb comentari filològic (1977).
Ha traduït del català a l'alemany el Llibre d'Amic e Amat, de Ramon Llull (1998), els Contes de Pere Calders (2005), el Llibre de meravelles, de Ramon Llull (2007). I més recentment, el Curial e Güelfa (2008) o els Sermons de sant Vicent Ferrer (2014), inaugurant una col·lecció –Katalanische Literatur des Mittelalters– que constitueix un recull de traduccions a l'alemany de literatura catalana medieval.